# 안동 진성이씨 온혜파 종택
안동 진성이씨 온혜파 종택(安東 眞城李氏 溫惠派 宗宅)은 경상북도 안동시 도산면 온혜리에 있는 건축물이다. 1985년 10월 15일 경상북도의 민속문화재 제60호 퇴계태실로 지정되었다가, 2018년 11월 1일 대한민국의 국가민속문화재 제295호로 승격 지정되었다.

## 개요
진성이씨 온혜파 종택은 1454(단종 2)년경에 이계양(繼陽, 1424-1488)에 의해 건립되었고, 본채는 정면 7칸, 측면 6칸으로 북부지방 일반 양반가옥과 유사하며, 특히 퇴계 이황이 출생한 태실은 내정 중앙에 자리하여 안채 툇간마루와 연결되는 한칸 규모 온돌방과 반칸 폭의 누마루로 구성되어 잘 보존되고 있다.
우측에 위치한 노송정은 1589(선종 22)년에 9칸으로 건립되어 당시의 모습을 잘 유지하고 있으며, 노송정 우측에 위치한 사당과 정면의 대문채 등 상량문과 종택수리에 대한 자료가 남아 근래까지 건축에 대한 기록이 잘 보존되고 있어 역사인문환경에 따라 변화되는 과정을 잘 보여주고 있다.
본채, 별당, 가묘 등의 건축물들을 통해 소위 종택에 내재되어 있는 유교적 질서체계를 살펴볼 수 있고, 각 영역(안채, 사랑채 등)들의 공간 구성 및 배치형식 등이 경북 안동지역 일대의 상류 주택에서 보이는 보편적 특징 등을 잘 따르고 있다.